# Girauvoisin
Girauvoisin é uma comuna francesa na região administrativa de Grande Leste, no departamento de Meuse. Estende-se por uma área de 5,06 km². Em 2010 a comuna tinha 81 habitantes (densidade: 16 hab./km²).